# Tumacacori-Carmen
Tumacacori-Carmen is een plaats (census-designated place) in de Amerikaanse staat Arizona, en valt bestuurlijk gezien onder Santa Cruz County.

## Demografie
Bij de volkstelling in 2000 werd het aantal inwoners vastgesteld op 569.

## Geografie
Volgens het United States Census Bureau beslaat de plaats een oppervlakte van
16,1 km², geheel bestaande uit land.

## Plaatsen in de nabije omgeving
De onderstaande figuur toont nabijgelegen plaatsen in een straal van 16 km rond Tumacacori-Carmen.